# Charles Foix
Pour les articles homonymes, voir Foix (homonymie).
Charles Foix, né le 28 février 1882 à Salies-de-Béarn, près de Bayonne, et mort le 21 mars 1927 dans le 14e arrondissement de Paris,, est un neurologue et poète français.

## Biographie
Charles Foix étudie la médecine à l'université de Paris. Il est un élève de Pierre Marie (1853-1940) et d'Achille Souques à la Salpêtrière. Il devient interne en 1906 puis médecin des hôpitaux en 1919 et agrégé en 1923.
À partir de 1923, il travaille à l'hôpital d'Ivry qui portera son nom en son hommage, ainsi que le groupe hospitalier de la Pitié-Salpêtrière - Charles-Foix.
Également membre de l'Académie de Béarn, il a publié les poèmes Une Trilogie, Les Bassarides, Prométhée ainsi que la tragédie David.
Il meurt brutalement, « emporté en quelques heures » selon son contemporain, collègue et ami Théophile Alajouanine, à l'âge de 45 ans.

## Œuvres et publications
- « Contribution à l'étude de l'apraxie idéo-motrice, de son anatomie pathologique et de ses rapports avec les syndromes, qui ordinairement, l'accompagnent », Revue neurologique, 1916, p. 283
- « Les lésions anatomiques de la maladie de Parkinson », Revue neurologique, Paris, 1921, n° 28, pp. 593-600.
- Titres et Travaux scientifiques du docteur Charles Foix, médecin des hôpitaux, Paris,  Masson et Cie, 1923.
- Charles Foix et Jean Nicolesco : Anatomie cérébrale. Les noyaux gris centraux et la région mesencephalo-sous-optique ; suivi d'une appendice sur l'anatomie pathologique de la maladie de Parkinson, Paris, Masson, 1925.
- « Conception de l'aphasie temporo-pariétale dite aphasie de "Wernicke" », Presse médicale, 4 novembre 1925.
- C. Foix, J. A. Chavany, J. Marie : « Diplégie facio-linguo-masticatrice d'origine sous-corticale sans paralysie des membres (contribution à l'étude de la localisation des centres de la face du membre supérieur) » Revue neurologique, Paris, 1926, n° 33, pp. 214-219.